# Jangchang
De Jangchang, letterlijk lange speer, is een Koreaans wapen dat voor het eerst beschreven wordt in de Muyejebo, een Koreaanse leger handleiding uit de zestiende eeuw. Beschrijvingen zijn ook te vinden in latere werken zoals de Muyesinbo en de Muyedobotongji.
De jangchang werd bij voorkeur vervaardigd van taxushout, maar ook andere houtsoorten werden gebruikt zoals eikenhout en kastanjehout. De speer was ongeveer vier meter lang. Vanwege zijn lengte werd de speer niet gebruikt als werpwapen.

## Technieken
In de later geschreven Muyedobotongji worden twee oefenvormen gegeven voor de jangchang. De eerste, jangchang jun chong bo (장창전총보, 長槍前總譜) genoemd, is een voorwaarts gerichte offensieve vorm. De tweede jangchang hubo (장창후보, 長槍後譜) genoemd, is een defensieve vorm.
Beide vormen zijn tevens voorzien van een bewegingsdiagram, respectievelijk jangchang jun chong do en jangchang hudo genoemd, waar het woordje do (도, 圖) de betekenis heeft van tekening en daarmee staat voor 'diagram'.